# Fläckvingad duva
Fläckvingad duva (Patagioenas maculosa) är en fågel i familjen duvor inom ordningen duvfåglar.

## Utseende
Fläckvingad duva är en stor gråaktig duva med tydliga ljusa fläckar på vingtäckarna samt gråaktiga ögon. I Anderna syns ett tydligt vitt band på vingen. I östra låglänta områden kan den förväxlas med picazuroduvan som har bärnstensfärgade ögon, skäraktigt bröst och ett vitt vingband. 

## Utbredning och systematik
Fläckvingad duva delas in i två underarter:
- P. m. albipennis – förekommer från södra Peru till västra Bolivia och nordvästligaste Argentina
- P. m. maculosa – förekommer från södra Bolivia till Paraguay, sydöstra Brasilien, Uruguay och syd-centrala Argentina

Birdlife International och internationella naturvårdsunionen IUCN urskiljer albipennis som en egen art. 

### Släktestillhörighet
Tidigare inkluderades arterna Patagioenas i Columba, men genetiska studier visar att de amerikanska arterna utgör en egen klad, där Gamla världens arter står närmare släktet Streptopelia.

## Levnadssätt
Fläckvingad duva är en ganska vanlig till lokalt vanlig duva. Den hittas i en rad olika halvöppna miljöer, från stadsparker till buskiga sluttningar i Anderna.

## Status
IUCN bedömer hotstatus för underarterna (eller arterna) var för sig, båda som livskraftiga.

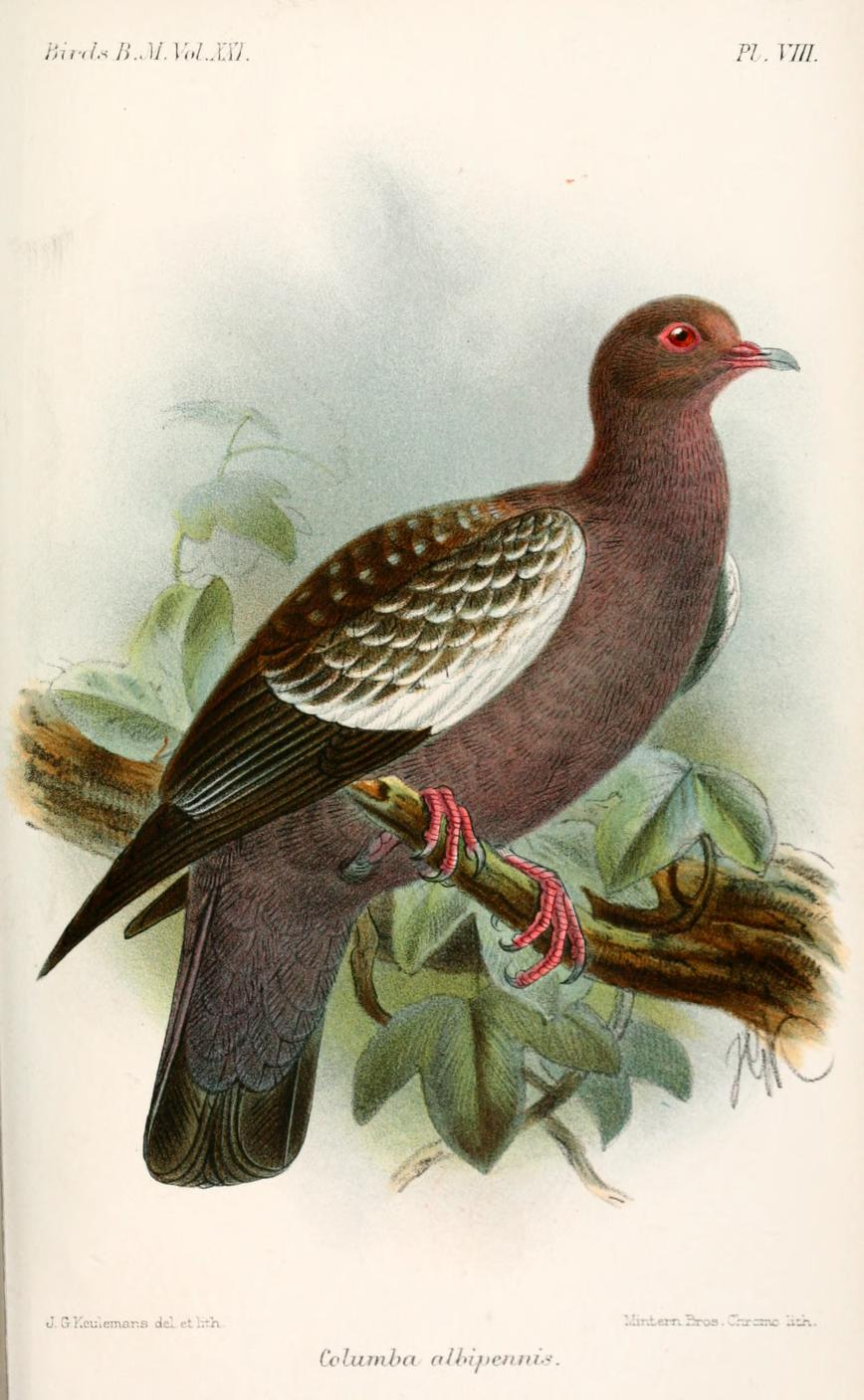